# Hermine Gschwind-Regenass
Hermine Gschwind-Regenass (* 25. April 1883 in Basel; † 7. Januar 1955 in Riehen) war eine Schweizer Lehrerin und Frauenrechtlerin.

## Leben
Hermine Regenass war die Tochter der Clementine, geborene Arlaud und des Adam Regenass, Postkontrolleurs. Wie ihre um ein Jahr ältere Schwester Marta Schönhauer-Regenass ergriff auch sie den Lehrerinnenberuf. Mehr als durch den Beruf wurde sie geformt durch das Vorbild einer tüchtigen Mutter, die ihren Gatten früh verlor und auf sich selbst gestellt ihr Kinder durchbringen musste. Beruflich tätig war sie zuerst an der Mädchensekundarschule Basel und dann als Inspektorin der Töchterschule und der Kantonalen Handelsschule in Basel. Gschwind-Regenass förderte die Berufsbildung der Verkäuferinnen. 
Ab 1916 war sie Mitglied der Vereinigung für Frauenstimmrecht Basel. Sie organisierte 1919 in Basel Protestkundgebungen gegen den Vorstoss von Grossrat Franz Welti zur Straffreiheit des Schwangerschaftsabbruchs. Stattdessen forderte sie bessere Aufklärung über Verhütungsmittel. 1936 hielt sie am Landessender Beromünster eine Ansprache. Während des Zweiten Weltkriegs war sie beim Vortragsdienst der Schweizerfrauen tätig, der ein an nationaler Pflichterfüllung orientiertes familienpolitisches Leitbild vertrat. Sie vertrat dies auch in der französischsprachigen Schweiz. Von 1938 bis 1949 wirkte sie als Präsidentin der Arbeitsgemeinschaft Frau und Demokratie. Sie betätigte sich auch bei der Kinderhilfe des Schweizerischen Roten Kreuzes.
1908 heiratete sie den Lehrer Hermann Gschwind; die beiden bekamen vier Söhne.